# Uurad
Uurad, també conegut amb el nom d'Uurad mac Bargoit, va ser rei dels pictes del 839 al 842.
Les diferents versions de la Crònica picta li atribueixen a aquest monarca un regnat de 3 anys. En aquesta mateixa crònica se l'anomena Wrad (Uurad) mac Bargoit o Ferach mac Bacoc. El seu nom correspon, doncs, al nom gaèlic "Feradach".
La historiadora i paleògrafa escocesa Marjorie Ogilvie Anderson el considera el net per línia femenina d'una germana d'Álpin mac Uuroid i d'un Uurguist desconegut.
La interpretació del nord-americà Thomas Owen Clancy de la pedra de Drosten podria convertir Uurad en un dels dos monarques pictes el nom del qual apareix en una pedra picta. L'altre monarca amb el seu nom en una pedra és Caustantín mac Fergusa.
Els fills d'Uurad van ser Bridei, Ciniod i Drest mac Uurad, que van lluitar pel poder sobre els pictes contra grups familiars liderats per Bridei mac Fokel i Kenneth MacAlpin (Cináed mac Ailpín).